# Talā
Talā är en ort i Egypten. Den ligger i guvernementet al-Minufiyya, i den norra delen av landet, 70 km norr om huvudstaden Kairo. Talā ligger 16 meter över havet och folkmängden uppgår till cirka 60 000 invånare.

## Geografi
Terrängen runt Talā är mycket platt. Runt Talā är det mycket tätbefolkat, med 1 754 invånare per kvadratkilometer. Närmaste större samhälle är Tanta, cirka 13 km norr om Talā. Trakten runt Talā består till största delen av jordbruksmark.